# Yangping Yizu Xiang
Yangping Yizu Xiang (kinesiska: 羊坪, 羊坪彝族乡) är en socken i Kina. Den ligger i provinsen Yunnan, i den sydvästra delen av landet, omkring 260 kilometer nordväst om provinshuvudstaden Kunming. Antalet invånare är 7 312. Befolkningen består av 3 609 kvinnor och 3 703 män. Barn under 15 år utgör 28,0 %, vuxna 15-64 år 66 %, och äldre över 65 år 5,0 %.
Genomsnittlig årsnederbörd är 1 116 millimeter. Den regnigaste månaden är juli, med i genomsnitt 378 mm nederbörd, och den torraste är januari, med 2 mm nederbörd.